# 資本支出
資本支出（英語： 或 CapEx）在會計學上是指為了獲得固定資產，或為了延長固定資產耐用年限而流出的費用。在会计记账时，资本支出并不是在支出的当年全部计入费用，而是按照折旧的方式计入每一年的费用 。